# Фабус
«Фабус» — российский футбольный клуб из Бронниц. Основан в 1994 году. Лучшее достижение в первенстве России — 9-е место в зоне «Центр» Второй лиги в 1999 году, в которой он оказался годом ранее. В 2002 году был исключён из ПФЛ, затем стал шестым в третьем дивизионе. Сезон 2003 года стал последним для команды.

## История
Команда была создана в 1994 году, её основу составили молодые игроки дублирующего состава ЦСКА. В том же году «Фабус» выиграл Кубок Московской области и занял второе место в чемпионате области. В 1995 году команда заявилась в ПФЛ. Дебютный сезон-1995 оказался для команды не очень удачным: «Фабус» занял 13-е место. В следующем сезоне «Фабус» был восьмым, а в сезоне-1997 занял только 18-е место.
Несмотря на столь низкий результат, клуб был принят во второй дивизион. Команда довольно уверенно заняла место в середине турнирной таблицы зоны «Центр»: по итогам сезона 1998 года клуб занял 11-е место, а в следующем сезоне-1999 — 9-е место — лучший результат в истории «Фабуса». Зимой 2000 года команду возглавил Александр Викторович Бубнов, и с тех пор её результаты ухудшились. После первых 15 матчей сезона-2000 «Фабус» одержал всего 3 победы, и Бубнова сменил Владимир Васильевич Муханов. В итоге команда заняла 17-е место. Тот же результат был достигнут в сезоне-2001. Хотя в межсезонье 2002 года команда сохранила прошлогодний состав, она заняла только предпоследнее, 19-е место и лишилась профессионального статуса.
Лучшим достижением команды в Кубке России стал выход в 1/64 финала в розыгрыше-2001/02.